# У реки Лудзинки
«У реки Лудзинки» (удм. Лудӟи шур дурын) — роман советского удмуртского писателя, Народного писателя Удмуртской АССР Трофима Архипова.
Начатый как рассказ в 1945 году, переработанный в 1949 году в повесть, а в 1957 году в роман, в окончательном виде вышел в 1974 году.
Роман считается классикой удмуртской литературы, одно из наиболее известных её произведений, входит в тройку самых читаемых её книг.

## Сюжет
Роман «У реки Лудзинки» посвящён трудовым будням удмуртского колхоза в суровые годы Великой Отечественной войны и коренным изменениям в жизни советской деревни.
Повествование начинается в июне 1941 года — с началом Великой Отечественной войны, и завершается в ноябре 1953 года.
Действие развивается в удмуртской деревне, показан самоотверженный труд колхозников в годы войны, усилия по преодолению разрухи и становление колхозов в послевоенные годы.
Герои романа — сельские жители колхоза «Югыт сюрес» («Светлый путь»). Повествуется обо всех жителях села, о любви и взаимоотношениях в семьях, о трудностях и потерях, с которыми они столкнулись, но чаще идёт разговор о Тане и её муже Олексане (Александр).

## Значение
Роман во многих отношениях считается первым и остаётся единственным в удмуртской литературе. Входит в число наиболее известных произведений удмуртских писателей.
Как резюмировала критику романа литературовед З. А. Богомолова, этот роман — единственное произведение удмуртской прозы с широким по времени охватом событий, в нём, по сравнению с предыдущими романами удмуртских писателей, широко дан эмоциональный диапазон восприятия природы — впервые в удмуртской литературе облик человека раскрыт на фоне природы, а также это единственное в удмуртской прозе произведение, в котором представлены разнообразные положительные женские характеры.
По результатам проведённого в 2006 году Национальной библиотекой Удмуртской Республики конкурса «Лучшая удмуртская книга» роман «У реки Лудзинка» занял второе место.
По опросу 2015 года, когда, в отличие от конкурса, читатели не выбирали книги из предложенного списка, а сами называли писателя и книгу, роман оказался на третьем месте.

Архипов завоевывает читателя тем, что описывает сразу три сюжетные линии очень простым, доступным для всех языком. В романе можно прочитать о колхозной жизни, о войне и, конечно, о любви, которая здесь представлена любовным треугольником.— народный конкурс «Лучшая удмуртская книга». Национальной библиотекой Удмуртской Республики

## Топонимы и прототипы
Одним из главных «героев», символом жизни, ее движения становится в романе река Лудзи. Она — центр притяжения, наставник и друг для жителей колхоза «Югыт сюрес».
В романе «У реки Луздинки» создан не абстрактный образ земли, а живой удмуртской природы, несущей конкретные приметы родного писателю края.
Автор в годы войны, будучи корреспондентом газеты «Советская Удмуртия», объездил всю Удмуртию, написал сотни очерков о жизни колхозников, поэтому, как замечено критикой, «не случайно читатели находили прототипов и аналогичные события в своих колхозах». Так, например, в качестве прототипа главного героя романа называется К. Н. Никитин — председателя колхоза «Коммунар» деревни Минчегурт Можгинского района. Писатель был лично знаком с ним, эта деревня и колхоз описаны в одном из его путевых очерков.
Роман назван по реке — «На реке Луздинке» («Лудз: и шур дурын») — в Удмуртии несколько рек с таким названием: много Лудзинок, например, Лудзинка под Ижевском, а также реки Лудзя-Шур, Лудзя. Образ реки в романе, видимо, собирательный, хотя некоторые топонимы в тексте указывает на речку Лудзинка в Увинском районе — так в тексте прямо говорится, что река берёт начало на горе Дэндывай, а в райцентр герои ездят в д. Средний Постол. Однако, наиболее вероятным прототипом представляется речка Лудзинка в родном писателю Можгинском районе.
Писатель родом из деревни Новая Бия, и взрослым часто приезжал к сестре живущей в соседней деревне Лудзи-Шудзи, что у реки Лудзинки.

Вас, вероятно, будет интересовать, как я работал над романом «У реки Лудзинки», какие факты, жизненные наблюдения легли в основу произведения? Место действия — моя родина. Природа. Пейзажи. Люди — прототипы, конечно, есть. Но обобщенные. Из нескольких людей. Вот, скажем, Авдеев Федор. Это прототип небольшого, но крепкого колхозника. Ему не хотелось укрупнения. Захар Петров — таких ходячих героев много было. Таня — олицетворение передовой женщины… Есть там взятые почти с натуры.— автор романа Трофима Архипова
Знание писателем материала создавало у читателей-современников ощущение документальности описываемых событий:

Я-то не понимал: там один факт о нашей деревне, всё остальное-то литературный вымысел, а я воспринимал, словно всё это было так.— А. А. Ермолаев

## История создания и издания
В 1945 в газете «Советская Удмуртия» писатель опубликовал повесть «Бальзагуртъес» («Бальзагуртцы»), на её основе создал повесть «Лудзи шур дурын» — «У реки Лудзинки», которая была издана в 1949 году. В 1957 году переработал повесть в роман, но критика отметила ряд недостатков, так, Ф. Ермаков писал, что «события развиваются вяло, нет целостности сюжета», и автор через год переделал первую часть романа. В 1959 году роман был переведён на русский язык Н. П. Кралиной. Автор продолжал работу по доработке романа — окончательный вариант вышел в 1973 году.
Роман многократно переиздан в удмуртском издательстве как на удмуртском, так и на русском языках, вышел и в московском общесоюзном издательстве «Советская Россия»:
- Лудз: и шур дурын: Повесть. — Ижевск, 1949. — 228 с.
- Лудз: и шур дурын: Роман. 2-тй люкетэз. — Ижевск, 1957. — 370 с.
- Лудз: и шур дурын: Роман. 1-тй люкетэз. — 2-е изд., ватсаса но тупатъяса поттэмын. — Ижевск, 1958. — 176 с. (тираж 8.000 экз.)
- У реки Лудзинки /[пер. Н. П. Кралиной; худож. И. А. Радыгин. — Ижевск: Удмуртское книжное издательство, 1959. — 503 с. (тираж — 30 000 экз.)
- У реки Лудзинки / Пер. с удмурт. Н. П. Кралиной; Ил.: В. И. Макеев. — Москва: Советская Россия, 1961. — 503 с. (тираж — 50.000 экз.)
- У реки Лудзинки / Пер. с удм. Н. П. Кралиной; Ил.: В. С. Гура. — Ижевск: Удмуртия, 1969. — 456 с.
- У реки Лудзинки / Перевела с удм. Н. П. Кралина; Ил.: И. А. Радыгин. — Переизд. — Ижевск: Удмуртия, 1974. — 368 с.
- Лудӟи шур дурын: роман-дилогия. — Устинов: Удмуртия, 1985. — 524 б.
- У реки Лудзинки / Пер. с удм. Н. П. Кралиной; Предисл. З. Богомоловой; Иллюстрации Э. В. Касимова. — Устинов: Удмуртия, 1986. — 400 с.

## Критика
Как сегодня помню весну 1949 года. Тогда в магазинах появилась книга «У реки Лудзинки». С каким вдохновением читали её тогда мы, заводские девушки и юноши. Не только в общежитии, но и в заводских цехах мы её передавали из рук в руки.
Дилогия «У реки Лудзинки» сразу ввела Архипова в круг наиболее авторитетных удмуртских писателей, имела огромную популярность у читателей.
Первый отзыв на вышедшую в 1949 году повесть дал в газете «Советская Удмуртия», как первый читатель — прочитавший повесть ещё во время корректорской правки, И. В. Тараканов.
Произведение относится литературоведами к жанру панорамного романа, наряду с трилогией Игнатия Гаврилова «Корни твои» (1958—1963) считается самым значительным произведением удмуртской прозы 50-60-х годов. При этом Ф. К. Ермаков ставил роман Архипова выше трилогии Гаврилова, по его мнению заполненного мелкими событиями, чего смог избежать в романе «У реки Лудзинки» Архипов.
Отмечалось продолжение автором традиции школы классической русской и советской эстетики, так по словам А. А. Ермолаева в романе явно заметно влияние, а то и подражание романам «Поднятая целина» М. А. Шолохова и «Жатва» Галины Николаевой.
Роман в 1960 году был отмечен республиканской премией, и 1961 году был издан в Москве в издательстве «Советская Россия»:

Формирование характера советского человека, борьба новой морали со старыми косными представлениями — такова основная проблематика. Писатель хорошо передает атмосферу удмуртской деревни, правдиво раскрывает отношения между людьми, показывает, как колхозники борются с лодырями и спекулянтами. Издание романа в Москве подтверждает тот факт, что произведения писателей всех народов Советского Союза, завоевывают всеобщее признание.— «У реки Лудзинки» // В мире книг, 1962

«У реки. Лудзинки» — многопроблемный роман, в котором созданы колоритные картины национального быта, не обойдены и любовные коллизии. Однако главное его достоинство в том, что здесь исследуется, художественно отображается формированиё и утверждение нравственных качеств человека, которые закалялись в труднейших условиях Великой Отечественной войны.— литературовед А. А. Васинкин
Произведение было высоко оценил венгерский литературовед, специалист по удмуртской литературе, Петер Домокош:

Этот роман является смелым и честным художественным произведением, которое без лакировки рассказывает о теневых сторонах жизни послевоенного периода. Достоинство романа в изображении сложных общественных связей людей, в показе роли советского тыла в победе над фашизмом, в мастерстве проникновения в психологию человека, в принципах типизации.
На эту сторону романа обратил внимание и К. И. Куликов отметив, что при схематичности многих образов, роман затрагивал актуальные в то время темы, показывая недостатки колхозной жизни, так герой романа выступает против пропагандируемой «сверху» глубокой вспашки, среди отрицательных персонажей был выведен секретарь райкома. В романе писатель выступил против таких пороков, как бюрократизм, волокита, подхалимаж, стремление больше урвать у государства.
Запоминающимися стали герои романа, прочно ставшие любимыми персонажами удмуртской литературы:

Читатель полюбил многих героев. Например, центральным образом повести Т. Архипова «У реки Лудзинки» является Таня Михайлова, передовая колхозница, всей душой преданная делу. Глубоким патриотизмом веет веет от всей её работы. Слияние общих интересов с личными во имя торжества общего дела пронизывает все мысли, окрашивает все поступки Тани. Правдив образ председателя колхоза, Федора Авдеева, в свое время воевавшего против Колчака, Деникина и пилсудчиков. Он — организатор колхоза, человек большой внутренней силы. Хорошо показан основной герой Алексей Михайлов, борец за новое в колхозном строительстве, умеющий проникнуть в душу рядового сельского труженика.
Н. П Кралина отмечала, что автор в отличие от других удмуртских писателей создал индивидуализированные характеры, использует различные средства создания образа, его герои совершают противоречивые, но мотивированные поступки — тем самым наделяя героев поступками, которые характеризуют их сущность:

Авдеев и Степанов, Илья Поярков, Палаша, Лиза и другие — они все разные по характеру люди. Но вместе с тем они в главном едины. Главное — это активное стремление видеть всех людей счастливыми. Ради этого живут герои Т. Архипова, ради этого они прошли фронты Великой Отечественной войны, ради этого они отдают все силы колхозному строительству, противостоят эгоизму, карьеризму и махинациям Захара Петрова, рвачеству Горд Петыра, заблуждениям Авдеева.

Главные герои — Олексан и Таня Михайловы обрисованы автором наиболее полно и предстают перед читателем как хорошие знакомые и добрые друзья.
Спустя десятилетия роман актуален и интересен читателю, и по-прежнему занимает лидирующее место в удмуртской литературе:

Если мы заново прочтем три главных книги писателя «У реки Лудзинки», «Вся красота твоя», «Встреча с прошлым», то откроем нового Архипова, очень современного, ибо в центре внимания — человек, его нелегкая судьба, будь то главный или второстепенный герой повествования. Писатель прослеживает путь своих героев от рождения и до главных вершин в жизни, исследуя «корни» — родовые, социальные, исторические.— З. А. Богомолова, 2003 год

Важное достоинство его романа «У реки Лудзинки» конкретность локального национального мира, умение видеть «первоэлементы» этого мира народным умом и душой. Другая сильная сторона романа — критика негативных социальных явлений, привнесенных новым временем, с позиции народных гуманистических идеалов. В этих случаях автор ориентируется на «натуру», язык народа, просторечный юмор, перерастающий в сатиру. Неся в себе характерные черты исканий советской литературы 1960-х годов, архиповский роман углублял в удмуртской литературе возможности реалистически бытовой, аналитической линии— Т. Н. Зайцева, 2009 год

## Постановка
По второй части романа в 1957 году драматургом В. Е. Садовниковым совместно с автором романа была написана драма «Чук лысвуос» («Утренние росы»), которая в 1959 году была поставлена на сцене Удмуртского государственного музыкально-драматического театра режиссёром М. Петровым. Спектакль был хорошо принят критикой, на республиканском конкурсе на лучшее произведение художественной литературы, объявленном в ознаменование 40-летия Великого Октября пьеса получила вторую премию.